# Handzó Tamás
Handzó Tamás (Budapest, 2005. április 5. –) magyar válogatott sílövő, sífutó. Edzője: Édes János.
Handzó Tamás már fiatalkorában is aktívan sportolt, kezdetben csak Alpesi Sível foglalkozott, ahol hazai szinten többnyire a középmezőnyben végzett. 
2013-ban érdeklődése a sífutás és a biatlon felé fordult. Kezdetektől fogva Édes János az edzője ő tanította meg sífutni és lőni. A Panoráma SE versenyzőjeként 2014-ben már Országos Bajnoki címet szerzett nyári biatlonban. Számos versenyen vett részt gyerekkori versenyei közül a legemlékezetesebb a 2017-es szlovák nyári Viessmann Kupa ahol 1. és 2. helyezést ért el. 2019-ben bekerült a Magyar Utánpótlás Válogatottba sífutásban és biatlonban is, mjad 2021 telén lesérült. 2023-ban elindult élete első Junior IBU Kupa versenyein, Junior Europa Bajnokságán és Junior Világbajnokságán. 2024 Júliusában bekerült a Magyar Honvédség Sportszázadába, ahol 2024 szeptemberben már részt vett az Dunai árvízi védekezésben és több rendzevényen is részt vett a sportszázaddal mint jótékonyság futás, véradás.  Azonban lelkes tagja Klausmann Viktor által vezetett Kékes Kutató-Mentő Alapítványnak és a Vörösmarti Speciális Mentő és ŐTE-nek is.
- Többszörös magyar bajnok sílövő, sífutó
- Nemzetközi eredményei:
  - 23/24 Junior IBU Kupa Pokljuka
    - Sprint: 2-2 lőhiba 146.hely
    - egyéni: 1-4-2-2 lőhiba 140.hely

  - 23/24 Junior IBU Kupa Jakuszyce
    - Egyéni: 1-3-2-1 lőhiba 88.hely
    - Sprint: 5-2 lőhiba 116.hely

  - 23/24 Junior Európa Bajnokság Jakuszyce
    - Egyéni: 0-0-0-2 lőhiba 93.hely
    - Sprint: 4-2 lőhiba 111.hely

  - 23/24 Junior Világbajnokság Otepää
    - Egyéni: 2-3-1-4 lőhiba 102.hely
    - Sprint 3-0 lőhiba 101.Hely

  - 24/25 Nyári Junior Világbajnokság
    - Egyéni Heat 3: 2-3 lőhiba 20.hely
    - Sprint: 1-1 lőhiba 79.hely

- Handzó Tamás - Sportolói Oldala
- https://www.instagram.com/tamashandzo/
- http://skihungary.hu/component/content/article/9-hirek/1467-a-gyerekek-minden-toluk-telhetot-beletesznek?Itemid=101